# Rockland (Massachusetts)
Rockland è un comune degli Stati Uniti d'America facente parte della contea di Plymouth nello stato del Massachusetts.